# 卡尔德斯
卡尔德斯（義大利語：Caldes），是意大利特伦托自治省的一个市镇。总面积20平方公里，人口1119人，人口密度56.0人/平方公里（2009年）。ISTAT代码为022033。

## 友好城市
- 法國康德圣马丁